# Кубок африканських чемпіонів 1969
Кубок африканських чемпіонів 1969 — четвертий розіграш турніру, що проходив під егідою КАФ. Матчі проходили з квітня 1969 року по 9 січня 1970 року. Турнір проходив за олімпійською системою, команди грали по два матчі. Усього брали участь 20 команд. Чемпіонський титул уперше здобув «Ісмайлі» із міста Ісмаїлія (ОАР).

## Попередній раунд
| Команда 1        | Заг.  | Команда 2       | 1-й матч | 2-й матч |
| ---------------- | ----- | --------------- | -------- | -------- |
| Африка Спортс    | 7-1   | Олімпік Спортіф | 5-1      | 2-0      |
| Янг Афріканс     | 4-3   | Фітарікандру    | 4-1      | 0-2      |
| Сент-Елуа Лупопо | т. п. | УС Каттен       | —        | —        |
| Хога (Могадішо   | 3-4   | Буррі (Хартум)  | 2-0      | 1-4      |

Примітки
1. ↑  «УС Каттен» відмовився від участі.

## Перший раунд
| Команда 1             | Заг. | Команда 2            | 1-й матч | 2-й матч |
| --------------------- | ---- | -------------------- | -------- | -------- |
| Асанте Котоко         | 6-2  | Патронаж Сент-Анн    | 5-1      | 1-1      |
| Аль-Тахадді (Бенгазі) | 0-8  | Ісмайлі              | 0-5      | 0-3      |
| Буррі (Хартум)        | 3-4  | Гор Магіа            | 2-4      | 1-0      |
| Кайман (Дуала)        | 1-3  | Сент-Елуа Лупопо     | 0-0      | 1-3      |
| Сент-Джордж           | 0-5  | Янг Афріканс         | 0-0      | 0-5      |
| Сектор 6              | 1-8  | Етуаль Філант (Ломе) | 1-5      | 0-3      |
| ТП Енглеберт          | 4-3  | Африка Спортс        | 2-1      | 2-2      |
| ЮС ФРАН               | 2-9  | Конакрі II           | 2-7      | 0-2      |

Примітки
1. ↑  «ЮС ФРАН» знявся зі змагання після першого матчу.

## Фінальний етап

### Чвертьфінал
| Команда 1     | Заг. | Команда 2            | 1-й матч | 2-й матч |
| ------------- | ---- | -------------------- | -------- | -------- |
| Асанте Котоко | 2-2  | Янг Афріканс         | 1-1      | 1-1      |
| Ісмайлі       | 4-2  | Гор Магіа            | 3-1      | 1-1      |
| Конакрі II    | 10-3 | Сент-Елуа Лупопо     | 7-2      | 3-1      |
| ТП Енглеберт  | 4-2  | Етуаль Філант (Ломе) | 4-1      | 0-1      |

Примітки
1. ↑  «Асанте Котоко» переміг у жеребкуванні.

### Півфінал
| Команда 1     | Заг. | Команда 2  | 1-й матч | 2-й матч |
| ------------- | ---- | ---------- | -------- | -------- |
| Асанте Котоко | 4-5  | Ісмайлі    | 2-2      | 2-3      |
| ТП Енглеберт  | 7-5  | Конакрі II | 4-0      | 3-5      |

## Фінал
| 22 грудня 1969 |

| ТП Енглеберт | 2–2 | Ісмайлі |
| ------------ | --- | ------- |
|              |     |         |

| «20 травня», Кіншаса |

| 9 січня 1970 |

| Ісмайлі | 3–1 | ТП Енглеберт |
| ------- | --- | ------------ |
|         |     |              |

| Каїрський міжнародний стадіон, Каїр |

«Ісмайлі» переміг із загальним рахунком 3-5
| Чемпіон Кубка африканських чемпіонів 1969 Ісмайлі (1-й титул) |